# Faraná (cidade)
Faraná (em francês: Faranah) é uma cidade guineana localizada na região de Faraná. Em 2014, Possuía 77 918 habitantes. Compreende uma área de 400 quilômetros quadrados.